# Niels Harbou (1694-1765)
 Der er flere personer med dette navn, se Niels Harbou.
Niels (Nicolai) Harbou (født oktober 1694 i Rendsborg, død 17. november 1765 sammesteds) var en dansk officer.
Han var søn af oberst Niels Harbou (1662-1722), der kommanderede artilleriet ved Stralsunds belejring, og Anna Elisabeth født Büchner. Harbou blev 1708 underfyrværker ved artilleriet i Holsten, 1714 sergent ved Landkadetkompagniet samtidigt med dets oprettelse, 1714 stykjunker ved artilleriet, ansat ved Kronborg kompagni. 1715 blev han "efter Faderens indstændige Anmodning" forsat til et af de kompagnier, der skulle i felten. Efter felttoget vendte Harbou tilbage til Kronborg.
1721 blev han løjtnant og allerede 1722 kaptajn og kompagnichef i Rendsborg. Efter faderens død havde Harbou nemlig ansøgt om at få et kompagni for at kunne forsørge sin moder og sine mindre søskende. 1736 blev han major af artilleriet, 1743 oberstløjtnant, 1744 forsat til Oldenborg, 1745 forsat til Glückstadt, blev 1754 oberst og 1756 chef for Holstenske Artillerikorps i Rendsborg. 1758 kommanderede han det samlede armekorps' artilleri i Holsten (seks kompagnier), blev 1761 generalmajor og 1763 afskediget med pension (650 rigsdaler).
Han blev gift den 27. oktober 1716 i Holmens Kirke med Maria Berg (døbt i Helsingør den 8. juli 1695). Hun var datter af brygger David Andersen Berg og Birgitte Hansdatter.